# Cho Young-cheol
Đây là một tên người Triều Tiên, họ là Cho.
Cho Young-Cheol (Hangul: 조영철; sinh ngày 31 tháng 5 năm 1989) là một tiền đạo bóng đá Hàn Quốc hiện tại thi đấu cho Ulsan Hyundai.

## Sự nghiệp quốc tế
Cho là thành viên của đội tuyển Hàn Quốc thi đấu tại Thế vận hội Mùa hè 2008 ở Trung Quốc. Năm sau đó, anh đại diện U-20 Hàn Quốc tham dự tại Giải vô địch bóng đá U-20 thế giới 2009.
Ngày 11 tháng 8 năm 2010, Cho có màn ra mắt đầu tiên cho đội tuyển quốc gia Hàn Quốc trong thất bại 2–1 trước Nigeria. Anh có tên trong đội hình Hàn Quốc thi đấu tại Cúp bóng đá châu Á 2015 và ghi bàn thắng đầu tiên trong trận mở màn trước Oman.

## Thống kê

### Thống kê câu lạc bộ
Tính đến 10 tháng 7 năm 2014
| Thành tích câu lạc bộ | Thành tích câu lạc bộ | Thành tích câu lạc bộ               | Giải vô địch | Giải vô địch | Cúp                   | Cúp                   | Cúp Liên đoàn | Cúp Liên đoàn | Châu lục | Châu lục  | Tổng cộng | Tổng cộng |
| Mùa giải              | Câu lạc bộ            | Giải vô địch                        | Số trận      | Bàn thắng    | Số trận               | Bàn thắng             | Số trận       | Bàn thắng     | Số trận  | Bàn thắng | Số trận   | Bàn thắng |
| Nhật Bản              | Nhật Bản              | Nhật Bản                            | Giải vô địch | Giải vô địch | Cúp Hoàng đế Nhật Bản | Cúp Hoàng đế Nhật Bản | Cúp Liên đoàn | Cúp Liên đoàn | AFC      | AFC       | Tổng cộng | Tổng cộng |
| --------------------- | --------------------- | ----------------------------------- | ------------ | ------------ | --------------------- | --------------------- | ------------- | ------------- | -------- | --------- | --------- | --------- |
| 2007                  | Yokohama FC           | J1 League                           | 9            | 0            | 1                     | 0                     | 0             | 0             | —        | —         | 10        | 0         |
| 2008                  | Yokohama FC           | J2 League                           | 24           | 1            | 1                     | 0                     | 0             | 0             | —        | —         | 25        | 1         |
| 2009                  | Albirex Niigata       | J1 League                           | 24           | 1            | 3                     | 0                     | 6             | 0             | —        | —         | 34        | 1         |
| 2010                  | Albirex Niigata       | J1 League                           | 29           | 11           | 0                     | 0                     | 6             | 0             | —        | —         | 35        | 11        |
| 2011                  | Albirex Niigata       | J1 League                           | 25           | 6            | 2                     | 0                     | 3             | 0             | —        | —         | 26        | 6         |
| 2012                  | Omiya Ardija          | J1 League                           | 30           | 4            | 4                     | 2                     | 6             | 0             | —        | —         | 40        | 6         |
| 2013                  | Omiya Ardija          | J1 League                           | 33           | 2            | 3                     | 3                     | 4             | 1             | —        | —         | 40        | 6         |
| 2014                  | Omiya Ardija          | J1 League                           | 13           | 1            | 4                     | 0                     | 0             | 0             | —        | —         | 17        | 1         |
| Qatar                 | Qatar                 | Qatar                               | Giải vô địch | Giải vô địch | Emir of Qatar Cup     | Emir of Qatar Cup     | —             | —             | AFC      | AFC       | Tổng cộng | Tổng cộng |
| 2014–15               | Qatar SC              | Giải bóng đá vô địch quốc gia Qatar | 24           | 5            | 0                     | 0                     | —             | —             | —        | —         | 24        | 5         |
| Hàn Quốc              | Hàn Quốc              | Hàn Quốc                            | Giải vô địch | Giải vô địch | Cúp Quốc gia Hàn Quốc | Cúp Quốc gia Hàn Quốc | —             | —             | AFC      | AFC       | Tổng cộng | Tổng cộng |
| 2015                  | Ulsan Hyundai         | K League 1                          | 2            | 0            | 1                     | 0                     | —             | —             | —        | —         | 3         | 0         |
| Tổng cộng             | Nhật Bản              | Nhật Bản                            | 187          | 26           | 18                    | 5                     | 25            | 1             | 0        | 0         | 230       | 32        |
| Tổng cộng             | Qatar                 | Qatar                               | 24           | 5            | 0                     | 0                     | —             | —             | 0        | 0         | 24        | 5         |
| Tổng cộng             | Hàn Quốc              | Hàn Quốc                            | 2            | 0            | 1                     | 0                     | —             | —             | 0        | 0         | 3         | 0         |
| Tổng cộng sự nghiệp   | Tổng cộng sự nghiệp   | Tổng cộng sự nghiệp                 | 213          | 31           | 19                    | 5                     | 25            | 1             | 0        | 0         | 257       | 37        |

### Bàn thắng quốc tế
Kết quả liệt kê bàn thắng của Hàn Quốc trước.
| #  | Ngày                | Địa điểm                       | Đối thủ | Tỉ số | Kết quả | Giải đấu                |
| -- | ------------------- | ------------------------------ | ------- | ----- | ------- | ----------------------- |
| 1. | 10 tháng 1 năm 2015 | Canberra Stadium, Canberra, Úc | Oman    | 1–0   | 1–0     | Cúp bóng đá châu Á 2015 |

## Đời sống cá nhân
He can speak Japanese fluently. His blog is written ở Nhật Bảnese.